# Cratere Lamerok
Lamerok è un cratere sulla superficie di Mimas.